# Torrubia del Castillo
Torrubia del Castillo – gmina w Hiszpanii, w prowincji Cuenca, w Kastylii-La Mancha, o powierzchni 17,47 km². W 2011 roku gmina liczyła 42 mieszkańców.